# Platysaurus imperator
El lagarto plano emperador o lagarto plano imperial (Platysaurus imperator) es una especie de lagarto de la familia Cordylidae.

## Descripción
Las hembras y los juveniles son de color carbón y presentan tres rayas crema claras, que son amarillas en la cabeza, que recorren el lomo del lagarto. La raya central es estrecha y fragmentada cerca de la parte trasera; la cola es de color pajizo. La garganta es blanca, mientras que el vientre es principalmente negro. Los machos adultos tienen la cabeza amarilla y el cuerpo rojo oscuro con varias grandes manchas blanquecinas en la parte anterior. Estas manchas pálidas son amarillentas cerca de la cola. Las extremidades son negras, mientras que la garganta es un rojo oscuro con un grueso collar negro. El tórax es rojizo o amarillento, mientras que la cola es de color naranja a amarillo claro por su cara inferior. Al igual que las hembras y los jóvenes, el vientre es negro.
Este Platysaurus es el más grande de su clase, con machos que alcanzan 146 mm. El lagarto plano común, Platysaurus intermedius, está estrechamente relacionado, pero el lagarto plano emperador se distingue fácilmente por su gran tamaño y sus llamativos colores.

## Biología
Este lagarto se distribuye por el noreste de Zimbabue y la parte adyacente a Mozambique. Su hábitat típico es de sabanas mésicas y a menudo se lo encuentra en rocas grandes en colinas. Un macho con varias hembras acompañantes habitan rocas en colinas, donde se alimentan de coleópteros, larvas y hormigas. Se ha documentado que viven 14 años. Las puestas se dan en verano. Estos huevos son grandes, con dimensiones de 27 mm de largo y 12 mm de ancho. Esta especie se encuentra amenazada por la sobrecaptura para su tenencia en cautividad.